# Aechmea williamsii
Espèce
Classification phylogénétique
Synonymes
- Streptocalyx williamsii L.B.Sm.

Aechmea williamsii est une espèce de plantes à fleurs de la famille des Bromeliaceae originaire d'Amérique du Sud.

## Synonymes
- Streptocalyx williamsii L.B.Sm.[1].

## Distribution
L'espèce se rencontre au Brésil, au nord-est du Pérou, en Équateur et au sud-est de la Colombie.

## Description
L'espèce est épiphyte.